# لوس بيبيس
لوس بيبيس (بالإسبانية: Los Pepes)‏، اسم مشتق من العبارة الإسبانية "Los Perseguidos por Pablo Escobar" (وتعني «مضطهدون من بابلو إسكوبار»)، وهي مجموعة من الحراس الأهليين المعادين لبابلو إسكوبار. تشكلت هذه المجموعة وتفككت في مدة قصيرة، فقد شنت حربا صغيرة ضد كارتل ميديلين في بداية العقد 1990 وانتهت في عام 1993 بعد اختفاء بابلو إسكوبار عن الأنظار